# خوسه مانوئل پینییو
خوسه مانوئل پینییو (اسپانیایی: José Manuel Pinillo‎; ۸ مارس ۱۹۰۲ – ۸ سپتامبر ۱۹۶۸) یک ورزشکار اهل اسپانیا بود. او در مسابقات شنای المپیک ۱۹۲۴ شرکت کرد.